# Hans Fallada

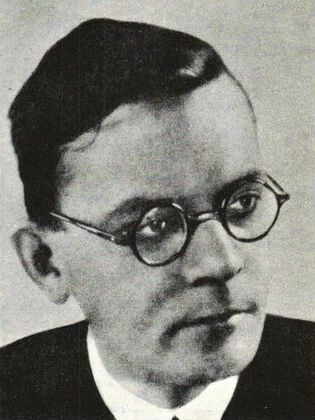
Hans Fallada

Hans Fallada, pseudônimo de Rudolf Wilhelm Friedrich Ditzen (Greifswald, 21 de julho de 1893 — Berlim, 5 de fevereiro de 1947) foi um escritor alemão da primeira metade do século XX.

## Biografia
Fallada nasceu em Greifswald, em 1893, filho de um magistrado prestes a se tornar juiz da corte suprema e de uma mãe vinda de uma família de classe média. Ambos compartilhavam um entusiasmo pela música e, em menor grau, pela literatura. Jenny Williams observa em sua biografia, More Lives than One (1998), que o pai de Fallada lia em voz alta para seu filho trabalhos de autores como Shakespeare e Schiller.
Em 1899, quando Fallada tinha 6 anos, seu pai mudou a família para Berlim após a primeira das várias promoções que receberia. Fallada teve dificuldade ao ingressar na escola em 1901. Como resultado, ele mergulhou em livros, evitando literatura mais de acordo com sua idade para autores como Flaubert, Dostoiévski e Dickens. Em 1909, a família foi novamente transferida para Leipzig, após a nomeação do pai para a Suprema Corte Imperial.
Um grave acidente de viação em 1909 (16 anos) - ele foi atropelado por uma carroça puxada por cavalos, depois chutado no rosto pelo cavalo - e a contração da febre tifoide em 1910 (17 anos) parece marcar um momento decisivo na vida de Fallada e o fim de sua juventude relativamente livre de cuidados. Seus anos de adolescência foram caracterizados pelo crescente isolamento e insegurança, agravados pelos efeitos persistentes dessas doenças. Além disso, seus problemas com drogas ao longo da vida nasceram dos analgésicos que ele estava tomando como resultado de seus ferimentos. Esses problemas se manifestaram em forma de várias tentativas de suicídio.
Em 1911 ele fez um pacto com um amigo, Hanns Dietrich von Necker, para encenar um duelo para mascarar seus suicídios, sentindo que o duelo seria visto como mais honroso. Isto deveu-se à sua homossexualidade emergente e aos pontos de vista da sociedade em que os dois viviam, sociedade essa que estava se tornando cada vez mais homofóbica. No entanto, por causa da inexperiência de ambos os meninos com armas, o suicídio duplo não saiu como esperado: Dietrich errou Fallada, mas Fallada não errou Dietrich. Fallada ficou tão perturbado que pegou a arma de Dietrich e atirou em si mesmo no peito, mas de alguma forma sobreviveu. No entanto, a morte de seu amigo garantiu sua condição de pária da sociedade.
Embora ele tenha sido considerado inocente de assassinato por insanidade, desse ponto em diante ele serviria a vários turnos em instituições mentais. Em uma dessas instituições, ele foi designado para trabalhar em uma fazenda, começando assim sua afinidade vitalícia pela cultura agrícola.

## Publicações
Em inglês
- Little Man, What Now? (tr. Eric Sutton, 1933; tr. Susan Bennett, 1996)
- Who Once Eats Out of the Tin Bowl (UK) / The World Outside (US) (tr. Eric Sutton, 1934) / Once a Jailbird (UK) (tr. Nicholas Jacobs e Gardis Cramer von Laue, 2012)
- Once We Had a Child (tr. Eric Sutton, 1935)
- An Old Heart Goes A-Journeying (tr. Eric Sutton, 1936)
- Sparrow Farm (tr. Eric Sutton, 1937)
- Wolf Among Wolves (tr. Phillip Owens, 1938; integral com tr. adicional por Thorsten Carstensen e Nicholas Jacobs, 2010)
- Iron Gustav (tr. Phillip Owens, 1940; integral com tr. adicional Nicholas Jacobs e Gardis Cramer von Laue, 2014)
- The Drinker (tr. Charlotte e A.L. Lloyd, 1952)
- That Rascal, Fridolin (juvenile; tr. R. Michaelis-Jena and R. Ratcliff, 1959)
- Every Man Dies Alone (US) / Alone in Berlin (UK) (tr. Michael Hofmann, 2009)
- A Small Circus (tr. Michael Hofmann, 2012)
- A Stranger in My Own Country: The 1944 Prison Diary (tr. Allan Blunden, 2014)
- Tales From the Underworld: Selected Shorter Fiction (ed. e tr. Michael Hoffman, 2014)
- Nightmare in Berlin (tr. Allan Blunden, 2016)

Nota: As traduções feitas por E. Sutton e P. Owens nas décadas de 1930 e 40 foram abreviadas e / ou feitas a partir de edições não confiáveis, de acordo com a biógrafa de Fallada, Jenny Williams.
Em alemão:
Grande parte do trabalho de Fallada está disponível em alemão no Projekt Gutenberg-DE Hans Fallada.
- Der junge Goedeschal, 1920
- Anton und Gerda, 1923
- Bauern, Bonzen und Bomben, 1931 (Em inglês: A Small Circus)
- Kleiner Mann, was nun?, 1932 (Em inglês: Little Man, What Now?)
- Wer einmal aus dem Blechnapf frißt, 1932 (Em inglês: Who Once Eats Out of the Tin Bowl / Once a Jailbird (UK))
- Wir hatten mal ein Kind, 1934 (Em inglês: Once We Had a Child)
- Märchen vom Stadtschreiber, der aufs Land flog, 1935 (Em inglês: Sparrow Farm)
- Altes Herz geht auf die Reise, 1936 (Em inglês: An Old Heart Goes A-Journeying)
- Hoppelpoppel - wo bist du?, Kindergeschichten, 1936
- Wolf unter Wölfen, 1937 (Em inglês: Wolf Among Wolves)
- Geschichten aus der Murkelei, Märchen, 1938
- Der eiserne Gustav, 1938 (Em inglês: Iron Gustav)
- Süßmilch spricht, 1938
- Kleiner Mann - großer Mann, alles vertauscht, 1939
- Süßmilch spricht. Ein Abenteuer von Murr und Maxe, Erzählung, 1939
- Der ungeliebte Mann, 1940
- Das Abenteuer des Werner Quabs, Erzählung, 1941
- Damals bei uns daheim, Erinnerungen, 1942
- Heute bei uns zu Haus, Erinnerungen, 1943
- Fridolin der freche Dachs, 1944 (Em inglês: That Rascal, Fridolin)
- Jeder stirbt für sich allein, 1947 (Em inglês: Every Man Dies Alone (US) / Alone in Berlin (UK))
- Der Alpdruck, 1947 (Em inglês: Nightmare in Berlin)
- Der Trinker, 1950 (Em inglês: The Drinker)
- Ein Mann will nach oben, 1953
- Die Stunde, eh´du schlafen gehst, 1954
- Junger Herr - ganz groß, 1965
- de 2005 (publicado postumamente)
- In meinem fremden Land: Gefängnistagebuch 1944 (ed. Jenny Williams & Sabine Lange 2009) (Em inglês: A Stranger in My Own Country: The 1944 Prison Diary)

## Filmografia
- Little Man, What Now?, dirigido por Fritz Wendhausen (Alemanha, 1933, baseado no romance Little Man, What Now?)
- Little Man, What Now?, dirigido por Frank Borzage (1934, baseado no romance Little Man, What Now?)
- Altes Herz geht auf die Reise, dirigido por Carl Junghans [de] (Alemanha, 1938, baseado no romance An Old Heart Goes A-Journeying), proibido na Alemanha nazista, lançado após a Segunda Guerra Mundial
- Heaven, We Inherit a Castle, dirigido por Peter Paul Brauer (Alemanha, 1943, baseado no romance Kleiner Mann, großer Mann – alles vertauscht)
- Tutto da rifare pover'uomo, dirigido por Eros Macchi [it] (Itália, 1960, minissérie de TV, baseada no romance Little Man, What Now?)
- Wer einmal aus dem Blechnapf frisst, dirigido por Fritz Umgelter (Alemanha Ocidental, 1962, minissérie de TV, baseada no romance Who Once Eats Out of the Tin Bowl)
- Jeder stirbt für sich allein, dirigido por Falk Harnack (Alemanha Ocidental, 1962, filme para TV, baseado no romance Every Man Dies Alone)
- Wolf Among Wolves, dirigido por Hans-Joachim Kasprzik (Alemanha Oriental, 1965, minissérie de TV, baseada no romance Wolf Among Wolves)
- Der Trinker, dirigido por Dietrich Haugk (Alemanha Ocidental, 1967, filme para TV, baseado no romance The Drinker)
- Kleiner Mann – was nun?, dirigido por Hans-Joachim Kasprzik (Alemanha Oriental, 1967, minissérie de TV, baseada no romance Little Man, What Now?)
- Jeder stirbt für sich allein, dirigido por Hans-Joachim Kasprzik (Alemanha Oriental, 1970, minissérie de TV, baseada no romance Every Man Dies Alone)
- Bauern, Bonzen und Bomben [de], dirigido por Egon Monk (Alemanha Ocidental, 1973, minissérie de TV, baseada no romance A Small Circus)
- Everyone Dies Alone, dirigido por Alfred Vohrer (Alemanha Ocidental, 1976, baseado no romance Every Man Dies Alone)
- Ein Mann will nach oben, dirigido por Herbert Ballmann [de] (Alemanha Ocidental, 1978, minissérie de TV, baseada no romance Ein Mann will nach oben)
- Der eiserne Gustav, dirigido por Wolfgang Staudte (Alemanha Ocidental, 1979, minissérie de TV, baseada no romance Iron Gustav)
- Die Geschichte vom goldenen Taler [de], dirigido por Bodo Fürneisen [de] (Alemanha Oriental, 1985, filme para TV, baseado em um conto de Geschichten aus der Murkelei)
- Altes Herz geht auf die Reise, dirigido por Hans Knötzsch [de] (Alemanha Oriental, 1987, filme para TV, baseado no romance An Old Heart Goes A-Journeying)
- The Drinker, dirigido por Tom Toelle [de] (Alemanha, 1995, filme para TV, baseado no romance The Drinker)
- Alone in Berlin, dirigido por Vincent Perez (2016, baseado no romance Every Man Dies Alone)